# Alles für meine Tochter
Alles für meine Tochter ist ein deutscher Fernsehfilm unter der Regie von René Heisig aus dem Jahr 2013. Ann-Kathrin Kramer spielt Ines Erdmann, eine Mutter, die nach 16 Jahren mit ihrer Vergangenheit konfrontiert wird, als ihre Tochter Clara (Alicia von Rittberg) plötzlich vor ihr steht. Weitere tragende Rollen spielen Johanna Gastdorf und Bernhard Schütz als Claras Eltern sowie Hans-Jochen Wagner als Boris Erdmann. 

## Handlung
Die Mathematik- und Sportlehrerin Ines Erdmann kommt nach ihrem Jogging am Morgen nach Hause und ist leicht enttäuscht, dass ihr Mann schon aus dem Haus ist, da sie Geburtstag hat. Als sie eine Tür öffnet, klingt ihr der Chor ihrer Freunde entgegen, die Happy Birthday singen, und natürlich ist auch ihr Mann Boris, ein Journalist, unter den Gratulanten. Später gibt es einen Diavortrag, in dem Boris Erdmann das bisherige Leben seiner Frau anreißt. Die einzige Leidenschaft, die er nicht mit ihr teile, sei die Liebe zur Mathematik, meint er lächelnd. Beide führen eine sehr glückliche Ehe und wünschen sich bisher vergeblich ein Kind. Ines Frauenärztin empfiehlt eine Hormontherapie.
Während einer Unterrichtsstunde kommt Clara Liebner, eine neue Schülerin, in Ines’ Klasse. Beim zweiten Blick auf das Mädchen traut Ines ihren Augen kaum. Sofort nach dem Unterricht sucht sie ihre beste Freundin Simone auf und erzählt ihr völlig aufgelöst, dass ihre Tochter eine neue Schülerin in ihrer Klasse sei. Ines hatte ihrem Mann Boris nie davon erzählt, dass sie ein Kind geboren und zur Adoption freigegeben hat. Claras Geburtsdatum stimmt mit den Geburtsdaten ihrer Tochter vor 16 Jahren überein. Clara hat auf Wunsch ihrer Eltern die Schule gewechselt, da ihre Noten Anlass zur Sorge geben und ihre Versetzung gefährdet ist. Ihre Eltern, ein Arztehepaar, hoffen, dass Clara auf der neuen Schule besser zurechtkommt und sich ihre Leistungen wieder steigern, da sie auf jeden Fall das Abitur machen soll. Ines beobachtet das junge Mädchen und deren Adoptivmutter beim Einkaufen. Der Geschmack von Mutter und Tochter driftet ziemlich auseinander. Erneut spricht Ines mit Simone, die meint, sie dürfe nicht in Claras Leben eindringen, was Ines jedoch nicht wahrhaben will. Auf Wunsch des Rektors spricht Ines mit dem Ehepaar Liebner, das sie um Rat fragt. Als sie ihnen Nachhilfeunterricht vorschlägt, bitten die Liebners sie, den Unterricht zu übernehmen. Nachdem Ines zuerst ablehnt, weil sie das eigentlich gar nicht darf, entschließt sie sich dann um, da ihr das die Möglichkeit bietet, mit ihrer Tochter zusammen zu sein. Ein Gespräch allein mit Erik Liebner lässt Ines klarer sehen. Er meint, die Tochter habe überhaupt kein Selbstvertrauen mehr, weil seine Frau ihr jede Entscheidung abnehme. Auch eine Herzmuskelschwäche, wegen der Clara vom Sportunterricht befreit ist, liege schon Jahre zurück. Sie sei inzwischen völlig gesund, seine Frau habe die Bescheinigung aber von einem Kollegen vorsorglich verlängern lassen. Ines beobachtet, wie Clara läuft, sie macht ihr das Angebot, in die Schulmannschaft einzusteigen. Clara will es sich überlegen. 
Boris Erdmann hegt inzwischen den Verdacht, dass seine Frau eine Affäre hat, da sie so häufig abwesend ist und auch sonst seltsam, wie er meint. Es kommt zum Streit zwischen den Eheleuten, da Ines sich nicht überwinden kann, ihrem Mann alles zu erzählen. Boris Erdmann zieht vorläufig in seine Bootshütte. Ines’ Freundin Simone redet auf sie ein, ob sie nicht glaube, dass die Beteiligten ein Recht auf die Wahrheit hätten. Im Hause Liebner gibt es Ärger, als Claras Mutter herausbekommt, dass ihre Tochter in der Schulmannschaft läuft, sie überzieht auch Ines Erdmann mit Vorwürfen und meint, dass sie sie für verantwortungslos halte. Erik Liebner greift schlichtend ein. Die Eheleute Liebner haben sich entschlossen, für ein Wochenende zu verreisen, um in Ruhe zu besprechen, wie sie Clara sagen wollen, dass sie adoptiert ist. Vor allem Kathrin Liebner hat große Angst vor dieser Offenbarung. Ines Erdmann kümmert sich in dieser Zeit etwas um das Mädchen. Als die beiden einkaufen gehen, zeigt sich sehr schnell, dass ihr Geschmack ähnlich ist.   
Gerade als Ines ihrem Mann alles gestehen will, ruft Clara an und braucht Hilfe. Ines macht sich sofort auf den Weg. Clara gibt eine Party im Haus ihrer Eltern, die aus dem Ruder gelaufen ist, die meisten der Jugendlichen sind betrunken. Kathrin Liebner, die inzwischen verfrüht mit ihrem Mann von der kleinen Reise zurückkommt, bittet Ines, ihr Haus zu verlassen und auch ihre Familie in Ruhe zu lassen. Am anderen Morgen sprechen die Liebners endlich mit Clara. Sie bleibt ganz still, nur in ihrem Gesicht spiegelt sich wider, welches Gefühlschaos in ihr tobt. Clara, die die letzten beiden Tage nicht in der Schule war, erscheint bei Ines und will mit ihr reden. Boris Erdmann klingelt bei Dr. Liebner und fragt nach Ines. Als er ein Kinderfoto von Clara entdeckt, fragt er verdutzt, wieso da ein Foto seiner Frau hänge. Liebner schaltet schnell und fragt Boris Erdmann, ob seine Frau eine Tochter habe, die sie zur Adoption freigegeben habe. Als er etwas später mit seiner Frau darüber spricht, reagiert diese völlig über und will sofort zu Ines Erdmann fahren. Clara will von Ines wissen, wie man denn einfach sein Kind so weggeben könne, was das denn für eine Mutter sei. Als es klingelt und ihre Adoptiveltern vor der Tür stehen, meint sie, sie bleibe bei Ines, die spiele ihr wenigstens nichts vor. Nun muss Ines ihr die Wahrheit sagen. Wortlos steht Clara auf und geht. 
Ines rennt bis zur völligen Erschöpfung. Im Bootshaus kommt es endlich zu einer Aussprache zwischen ihr und ihrem Mann. Als sie anderentags mit ihrer Tochter sprechen will, wirft die ihr vor, dass sie sie vor 16 Jahren einfach so weggegeben habe und als Ines einwirft, es sei nicht so einfach, wie es scheine, schreit sie sie an, aber es sei leicht, einfach mal die Wahrheit zu sagen. Es kommt zu einer Aussprache zwischen Clara und ihrer Adoptivmutter. Sie überreicht ihrer Tochter Laufschuhe - aus Liebe. Ein Streicheln von Clara und ein zaghaftes „Mama“. Dann ruft Clara Ines an. Ihre leibliche Mutter erzählt ihr von damals und dass ihr Vater Michael, vier Monate bevor sie auf die Welt gekommen sei, bei einem Autounfall verstorben ist. Ines beteuert, dass sie ihr ersparen wollte, bei einer trauernden und seelisch stark beeinträchtigten Mutter aufwachsen zu müssen, sie sei damals am Ende gewesen und hätte mehr als ein halbes Jahr in einer Klinik verbracht. Dann hätte sie ihre Entscheidung nicht mehr rückgängig machen können, es sei zu spät gewesen. „Und wer sagt mir denn, dass ich mich jetzt auf dich verlassen kann“, fragt Clara. „Ich“, ist Ines’ schlichte Antwort. Die Erdmanns und die Liebners schauen sich zusammen den Start der Schulstaffel an, in der Clara läuft.

## Produktionsnotizen
Der Film wurde vom 7. Juni bis zum 8. Juli 2011 in Köln gedreht. Produziert wurde er von Zieglerfilm, Köln, im Auftrag der ARD Degeto Film für Das Erste. Die Aufnahmeleitung lag bei Charlie Gurath, die Produktionsleitung bei Sabine Schild und die Redaktion bei Hans-Wolfgang Jurgan (ARD Degeto). Als Produzentin fungierte Elke Ried.
Alles für meine Tochter wurde am 10. Mai 2013 zur Hauptsendezeit im Ersten erstausgestrahlt. 
Bei seiner Erstausstrahlung konnte der Film 4,14 Mio. Zuschauer an sich binden und erreichte einen Marktanteil von 14 %.

## Kritik
TV Spielfilm zeigte mit dem Daumen nach oben, gab für Humor, Anspruch und Spannung jeweils einen von drei Punkten und befand, dass dieses „interessante Melodram“ eine „brisante Ausgangslage“ biete: 

„Gefühlschaos um ein Muttertier auf Autopilot. Gut besetzt, lebensnah, solide inszeniert.“

Rainer Tittelbach von Tittelbach.tv befand, dass hier eine „ungewöhnliche Adoptionsgeschichte“ erzählt werde, in der sich die „biologische Mutter in das Leben ihrer Tochter schleiche.“ Tittelbach hebt besonders die hochkarätige Besetzung nicht nur der Hauptfiguren, sondern auch in allen tragenden Nebenrollen hervor: 

„Ein faszinierender Film. Ann-Kathrin Kramer sah man lange nicht mehr so gut und Alicia von Rittberg bekräftigt ihre Stellung als Jungtalent des Jahres. Großartig besetzt auch die Nebenrollen. Da ist lange nichts mit Wohlfühlen in diesem Degeto-Kleinod über das zarte Gewächs Vertrauen, die heilende Kraft von Kommunikation und die zersetzende Kraft der Sprachlosigkeit!“

Eva Maria Kaczmarczyk von Unitymedia bezog die Entscheidung einer Mutter, ihr eigenes Kind wegzugeben, in ihr Urteil ein und war der Ansicht, das Familiendrama „glänze durch Einfühlsamkeit und eine langsame Spannungsentwicklung“, was die Entwicklung der einzelnen Charaktere begünstige, sodass genug Zeit für ihre Entwicklung bleibe:

„Ungewollte Kinderlosigkeit und Adoption gelten als schwierige Themen in der Fernsehlandschaft. Umso bemerkenswerter ist es, dass hier eine so sensible Aufarbeitung des Thema gelingt. Ann-Kathrin Kramer überzeugt als Ines Erdmann und füllt das Drama mit echtem Leben aus. René Heisig, der zahlreiche ‚Tatort‘-Folgen inszenierte, setzte bei der Erzählung der Familiengeschichte auf emotionale Zwischentöne.“

Auch die Fernsehzeitschrift prisma sprach von einer starken Darstellercrew, bemängelte jedoch, dass die Geschichte nicht durchgängig glaubwürdig sei und gegen Ende zu heftig auf die Tränendrüse drücke:  

„Neben der gut aufspielenden Ann-Kathrin Kramer als Lehrerin, die plötzlich ihre Mutterinstinkte entdeckt, überzeugt besonders die aus München stammende Jungdarstellerin Alicia von Rittberg (‚Das Geheimnis der Wale‘, ‚Die Verführerin Adele Spitzeder‘, ‚Und alle haben geschwiegen‘) in der Rolle der Clara. Hans-Jochen Wagner, der als unbedarfter Vater zu sehen ist, stand drei Jahre zuvor bereits in Matthias Tiefenbachers thematisch ähnlich gelagerten Mutter-Tochter-Geschichte ‚Das Haus ihres Vaters‘ (mit Anneke Kim Sarnau und Janina Stopper) vor der Kamera.“